# Абрамов, Иосиф Емельянович
Ио́сиф Емелья́нович Абра́мов  (1777 — 17 сентября 1841, Кронштадт) — капитан 1-го ранга (1826) российского флота.

## Биография
4 июня 1789 года Иосиф Абрамов поступил в Морской корпус кадетом. 25 апреля 1791 года был произведён в гардемарин. Находился в кампании флота на кронштадтском рейде.
С 1792 года Абрамов служил на Черноморском флоте. 1 января 1793 года произведён в мичманы. В 1793—1799 годах ежегодно крейсировал в Чёрном море и на брандвахтах у Севастополя и Керчи. В 1799—1800 годах ходил на фрегате «Святой Иоанн Златоуст» с десантными войсками из Севастополя к острову Корфу. 28 ноября 1799 года произведён в лейтенанты флота. В 1800 году на том же фрегате курсировал от Корфы к Неаполитанским берегам. По возвращении в том же году в Николаев Абрамов был переведён на Балтийский флот. В 1801 году был удостоен высочайшего благоволения. В 1803 году был командирован в город Кексгольм Финляндской губернии для набора рекрутов. В 1804—1811 годах командирован в Казань для заготовки корабельных лесов, командовал там же бригом «Змея» (1808—1809). 1 марта 1810 года произведён в капитан-лейтенанты флота. В 1811—1812 годах служил в Архангельске.
В 1812 году на корабле «Саратов» сделал переход из Архангельска в Свеаборг. Отличился в войне с Францией (1812—1814). В 1813 году временно командовал линейным кораблём «Саратов», затем — шлюпом «Свирь», на котором в составе гребной флотилии капитана 1 ранга графа Л. П. Гейдена совершил переход из Свеаборга и участвовал в блокаде Данцига, бомбардировках крепости Вексельмюнде. В октябре 1813 года шлюп ушёл в Кронштадт.
В 1815—1821 годах служил при Свеаборгском порте. В 1819—1820 годах командовал люгером «Стрела». 16 марта 1821 года был произведён в капитаны 2-го ранга, а 7 января 1826 — в капитаны 1-го ранга, с выходом в отставку.
Умер в 1841 году в Кронштадте, похоронен на Гражданском кладбище.

## Награды
- высочайшее благоволение (1801)
- орден Святого Георгия 4-го класса (26.11.1826)[5] — за выслугу в 18 морских кампаний.